# Юлія Скрипник
Юлія Скрипник (нар. 10 серпня 1985) — колишня естонська тенісистка.
Найвищу одиночну позицію світового рейтингу — 866 місце досягла 25 серпня 2008, парну — 949 місце — 23 червня 2008 року.

## Фінали ITF (0–1)

### Парний розряд (0–1)
| Легенда          |
| ---------------- |
| Турніри $100,000 |
| Турніри $75,000  |
| Турніри $50,000  |
| Турніри $25,000  |
| Турніри $15,000  |
| Турніри $10,000  |

| Фінали за покриттям |
| ------------------- |
| Тверде (0–0)        |
| Ґрунт (0–1)         |
| Трава (0–0)         |
| Килим (0–0)         |

| Результат | Ранг | Дата          | Турнір           | Покриття | Партнерка  | Суперниці                             | Рахунок  |
| --------- | ---- | ------------- | ---------------- | -------- | ---------- | ------------------------------------- | -------- |
| Поразка   | 1.   | 21 липня 2014 | Таллінн, Естонія | Ґрунт    | Ева Паалма | Олександра Артамонова Корнелія Лістер | 3–6, 2–6 |

## Участь у Кубку Федерації

### Одиночний розряд
| Розіграш                                 | Стадія | Дата           | Місце               | Супротивник | Покриття | Суперниця       | W/L | Рахунок            |
| ---------------------------------------- | ------ | -------------- | ------------------- | ----------- | -------- | --------------- | --- | ------------------ |
| 2013 Fed Cup Europe/Africa Zone Group II | R/R    | 17 квітня 2013 | Ульцинь, Чорногорія | Туніс       | Ґрунт    | Nour Abbès      | L   | 3–6, 3–6           |
| 2013 Fed Cup Europe/Africa Zone Group II | R/R    | 18 квітня 2013 | Ульцинь, Чорногорія | Латвія      | Ґрунт    | Олена Остапенко | L   | 1–6, 1–6           |
| 2013 Fed Cup Europe/Africa Zone Group II | R/R    | 19 квітня 2013 | Ульцинь, Чорногорія | Finland     | Ґрунт    | Tanja Tuomi     | L   | 6–3, 5–7, 6–7(6–8) |

### Парний розряд
| Розіграш                                 | Стадія | Дата          | Місце            | Супротивник          | Покриття   | Партнерка       | Суперниці                 | W/L | Рахунок            |
| ---------------------------------------- | ------ | ------------- | ---------------- | -------------------- | ---------- | --------------- | ------------------------- | --- | ------------------ |
| 2015 Fed Cup Europe/Africa Zone Group II | R/R    | 4 лютого 2015 | Таллінн, Естонія | Боснія і Герцеговина | Тверде (i) | Valeria Gorlats | Єлена Симич Ясмина Тиньїч | W   | 4–6, 7–6(9–7), 7–5 |
| 2015 Fed Cup Europe/Africa Zone Group II | R/R    | 6 лютого 2015 | Таллінн, Естонія | Egypt                | Тверде (i) | Valeria Gorlats | Ола Абу Зекрі Dina Hegab  | L   | 2–6, 6–3, 6–7(3–7) |